# Buddhizmus Szingapúrban
A buddhizmus Szingapúrba az elmúlt évszázadokban jutott el a világ különböző tájairól érkező utazók által. A buddhizmus legelső szingapúri feljegyzései az olyan kolostorokból és templomokból származnak, mint a Thian Hok Keng vagy a Csin Long Szi templom, amelyet ázsiai betelepülők építettek. 2010-ben a felmérésben részt vevő 2 779 524 szingapúri közül 943 369 (33,9%) vallotta magát buddhistának. Több buddhista szervezet működik Szingapúrban. Közülük a legjelentősebb a Szingapúri Buddhista Szövetség.

## Története
A buddhizmus legelőször a 2. század környékén jelent meg a Szingapúr-szoros környékén. Szingapúr brit és japán gyarmati történelmének köszönhetően az évszázadok alatt különféle buddhista hagyományvonalak érkeztek az országba a világ minden tájáról. Köztük a tipitaka különböző verzióival. A helyi lakosság hagyományai a dél- és kelet-ázsiai királyságok hagyományaihoz nyúlnak vissza.
A mai modern Szingapúrban a vallásszabadságnak köszönhetően a helyiek többsége buddhistának vallja magát és legalább egy buddhista szervezet tagja, ugyanakkor emellett még legalább egy másik hithez is kapcsolódik a kozmopolita kultúra részeként. Jelentős szerepet vállalnak a helyi buddhizmusban a nők, akár világi akár egyházi formában (apácaként - bhikkhuni).

## Bibliográfia
- Chia, Jack Meng Tat. "Buddhism in Singapore: A State of the Field Review." Asian Culture 33 (2009. június): 81-93. o.
- Kuah, Khun Eng. State, Society and Religious Engineering: Towards a Reformist Buddhism in Singapore. Singapore: Eastern Universities Press, 2003.
- Ong, Y.D. Buddhism in Singapore: A Short Narrative History. Singapore: Skylark Publications, 2005.
- Shi Chuanfa 释传发. Xinjiapo Fojiao Fazhan Shi 新加坡佛教发展史 [A buddhizmus fejlődésének története Szingapúrban]. Singapore: Xinjiapo fojiao jushilin, 1997.
- Wee, Vivienne. “Buddhism in Singapore.” In Understanding Singapore Society, sezrk. Ong Jin Hui, Tong Chee Kiong and Tan Ern Ser, 130–162. o. Szingapúr: Times Academic Press, 1997.